# All the Best!
All the Best! è la seconda compilation di Paul McCartney, pubblicata nel 1987.

## Descrizione
Nella versione britannica contiene anche l'inedita Once Upon a Long Ago. Come su Wings Greatest, i brani che erano originariamente accreditati a "Paul e Linda McCartney", ora sono accreditati al solo "Paul McCartney".
Nella versione su CD sono assenti Maybe I'm Amazed, Goodnight Tonight e With A Little Luck. La versione è su un solo CD, al contrario della versione su vinile che comprende due dischi.

## Accoglienza
Fu un notevole successo nel Regno Unito, dove raggiunse la seconda posizione in classifica (venendo scalzato dall'album di debutto di George Michael Faith) e, nonostante avesse raggiunto soltanto la posizione numero 62 negli Stati Uniti, fu certificato dalla RIAA doppio disco di platino. Nel mondo le vendite totali del disco si attestano attorno ai cinque milioni di copie.

## Tracce
1. Jet (da Band on the Run) – 4:06
2. Band on the Run (da Band on the Run) – 5:10
3. Coming Up (da McCartney II) – 3:50
4. Ebony and Ivory (da Tug of War) – 3:44
5. Listen to What the Man Said (da Venus and Mars) – 3:54
6. No More Lonely Nights (da Give My Regards to Broad Street) – 4:39
7. Silly Love Songs (da Wings at the Speed of Sound) – 5:52
8. Let 'Em In (da Wings at the Speed of Sound) – 5:52
9. C Moon (Singolo, 1972) – 4:33
10. Pipes of Peace (da Pipes of Peace) – 3:24
11. Live and Let Die (Singolo, 1973) – 3:10
12. Another Day (Singolo, 1971) – 3:41
13. Maybe I'm Amazed (da McCartney) – 3:50
14. Goodnight Tonight (Singolo, 1979) – 4:19
15. Once Upon a Long Ago (Singolo inedito, 1987) – 4:06
16. Say Say Say (da Pipes of Peace) – 3:54
17. With a Little Luck (da London Town) – 5:43
18. My Love (da Red Rose Speedway) – 4:08
19. We All Stand Together (Singolo, 1984) – 4:23
20. Mull of Kintyre (Singolo 1977) – 4:43

### Edizione statunitense
1. Band On The Run (da Band on the Run) – 5:10
2. Jet (da Band on the Run) – 4:06
3. Ebony And Ivory (da Tug of War) – 3:44
4. Listen To What The Man Said (da Venus and Mars) – 3:54
5. No More Lonely Nights (da Give My Regards to Broad Street) – 4:39
6. Silly Love Songs (da Wings at the Speed of Sound) – 5:52
7. Let 'Em In (da Wings at the Speed of Sound) – 5:52
8. Say Say Say (da Pipes of Peace) – 3:54
9. Live And Let Die (Singolo, 1973) – 3:10
10. Another Day (Singolo, 1971) – 3:41
11. C Moon (Singolo, 1972) – 4:33
12. Junior's Farm (Singolo, 1974) – 4:21
13. Uncle Albert/Admiral Halsey (da Ram) – 4:40
14. Coming Up (live) (Singolo, 1980) – 3:30
15. Goodnight Tonight (Singolo, 1979) – 4:19
16. With A Little Luck (da London Town) – 5:43
17. My Love (da Red Rose Speedway) – 4:08

### Box set
All the Best! è stato pubblicato anche in versione box set in edizione limitata, contenente nove 45 giri con i seguenti brani così accoppiati:
- My Love / Another Day
- Jet / Band On The Run
- Ebony And Ivory / Say Say Say
- Listen To What The Man Said / Live And Let Die
- Let 'Em In / Goodnight Tonight
- With A Little Luck / Coming Up
- Silly Love Songs / C Moon
- No More Lonely Nights / Pipes Of Peace
- Mull Of Kintyre / We All Stand Together